# 桃源镇 (苏州市)
桃源镇，是中华人民共和国江苏省苏州市吴江区下辖的一个乡镇级行政单位。

## 行政区划
桃源镇下辖以下地区：
桃源社区、青云社区、铜罗社区、民益村、广福村、利群村、宅里桥村、前窑村、新亭村、九里桥村、杏花村、青云村、天亮浜村、文民村、瑾下浜村、大德村、梵香村、新和村、水家港村、新蕾村、陶墩村、戴家浜村、桃花源村、仙南村、贤胡村、迎春村、严东村、开阳村、富乡村、后练村和严慕村。